# Gracilinanus
Gracilinanus — рід сумчастих ссавців родини Опосумові (Didelphidae).

## Поширення
Представники роду поширені в Перу, Болівії, Бразилії, Парагваї та Венесуелі.

## Види
Рід містить 6 видів:
- Gracilinanus aceramarcae
- Gracilinanus agilis
- Gracilinanus dryas
- Gracilinanus emilae
- Gracilinanus marica
- Gracilinanus microtarsus